# Edward Youde
Sir Edward Youde GCMG, GCVO, MBE (chinesisch 尤德; * 19. Juni 1924 in Penarth, Glamorgan, Wales; † 4. Dezember 1986 in Peking) war ein britischer Diplomat und Gouverneur.

## Biografie
Youde absolvierte nach dem Schulbesuch während des Zweiten Weltkrieges von 1943 bis 1946 seinen Militärdienst in der Royal Navy und trat anschließend 1947 in den Diplomatischen Dienst des Außenministeriums (Foreign Office). Nach der Einarbeitungszeit versah er zwischen 1948 und 1951 erstmals seinen Dienst an der Botschaft in Peking und erlebte dort am 1. Oktober 1949 die Gründung der Volksrepublik China. Während seiner weiteren Laufbahn war er zwischen 1951 und 1953 im Außenministerium eingesetzt, dann erneut in der Volksrepublik China und fand später von 1956 bis 1959 Verwendung als Erster Sekretär an der Botschaft in den USA. Nach erneuten Tätigkeiten von 1960 bis 1962 in Peking und von 1962 bis 1965 im Außenministerium war er zwischen 1965 und 1969 Konsul und Kanzler der Ständigen Vertretung bei den Vereinten Nationen (UN) in New York City.
1971 kehrte er dann nach London zurück und war bis 1973 Leiter des Personaldienstes und danach bis 1974 Assistent des Unterstaatssekretärs des Foreign and Commonwealth Office.
Im Anschluss wurde er zum Botschafter in der Volksrepublik China ernannt und übte dieses Amt zwischen 1974 und 1978 aus. Aufgrund seiner früheren Tätigkeiten an der dortigen Botschaft erwies sich der Kenner der chinesischen Kultur und des politischen Systems der Volksrepublik China als Fachmann während dieser Zeit nach dem Tode von Mao Zedong und der Entmachtung der Viererbande. Während dieser Zeit wurde er 1977 zum Knight Grand Cross des Order of St. Michael and St. George ernannt.
Nach seiner Rückkehr wurde er 1978 zunächst Stellvertretender Unterstaatssekretär und war dann zwischen 1980 und 1982 Unterstaatssekretär im Außenministerium. Als solcher war er als „Chief Clerk“ verantwortlich für den gesamten britischen diplomatischen Dienst weltweit.
Am 26. Mai 1982 kehrte er erneut nach China zurück und wurde als Nachfolger von Murray MacLehose neuer Gouverneur von Hongkong. Dabei war er maßgeblich am sogenannten Chinesisch-Britischen Übereinkommen von 1984 beteiligt, durch das die Rückübergabe der Kronkolonie an die Volksrepublik China 1997 vereinbart wurde. In seiner Eigenschaft als Gouverneur war er zugleich Präsident des Legislativrates von Hongkong (Legislative Council of Hong Kong).
Nachdem er am 4. Dezember 1986 im Amt verstarb, folgte ihm nach einer Übergangszeit durch den Administrator David Akers-Jones als amtierenden Gouverneur am 27. April 1987 David Wilson, Baron Wilson of Tillyorn als neuer Gouverneur.